# Craignant-Dieu (christianisme)
Pour les articles homonymes, voir Craignant-Dieu.

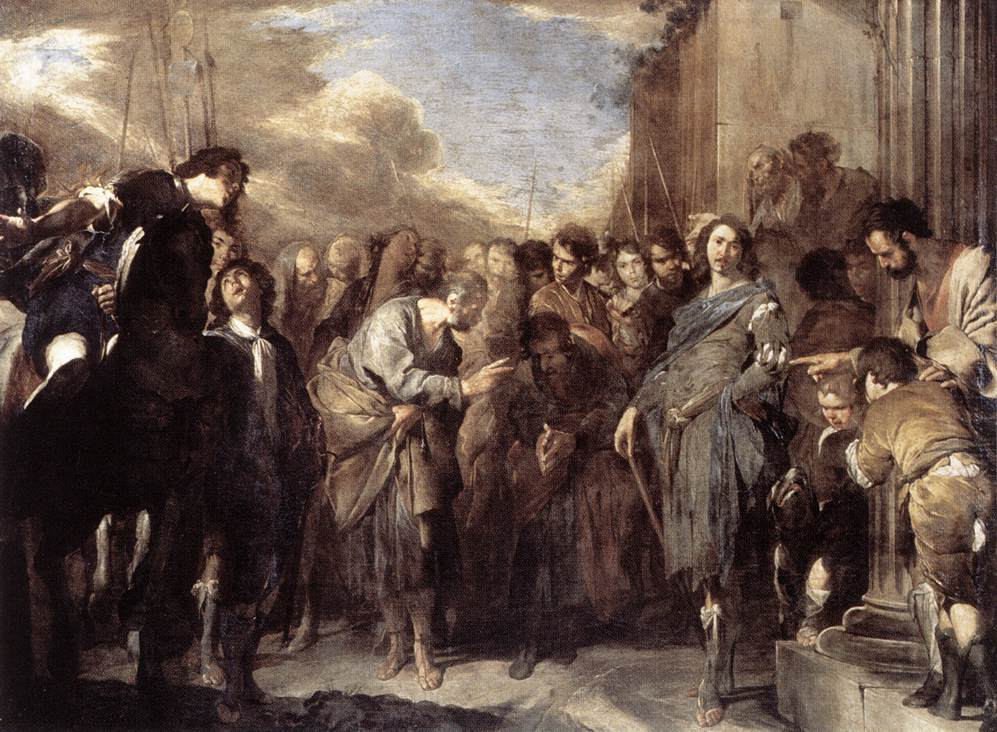
Saint Pierre et le centurion Corneille, par Bernardo Cavallino, Galerie nationale d'art ancien (Rome).

Les Craignant-Dieu (au singulier en grec ancien : φοβούμενος τὸν Θεόν, phoboumenos ton Theon) sont, pendant la période du Second Temple, un groupe de « gentils », ou non-juifs, proches du judaïsme hellénistique sans être cependant convertis au judaïsme. Évoqués dans le Nouveau Testament (Épîtres de Paul, Évangiles, Actes des Apôtres), ils forment une communauté à part, majoritairement gréco-romaine, qui adhère à la foi monothéiste de la Torah mais n'est pas tenue de se soumettre à toutes les pratiques du judaïsme, dont la cacherout et surtout la circoncision. 
C’est principalement dans le milieu des Craignant-Dieu que se développe le christianisme primitif.
Le centurion Corneille décrit en Actes 10 est l'un de ces Craignant-Dieu, comme l'est probablement Luc, auteur de l'Évangile selon Luc et des Actes. De nombreux Craignant-Dieu sont mentionnés dans les inscriptions de synagogues du monde hellénistique.

## Histoire
Le monothéisme juif, sa foi en un Dieu unique et créateur, ses rites et ses fêtes religieuses exercent à l'époque du Second Temple un attrait indéniable sur le monde gréco-romain. Or, pour un « gentil » du Ier siècle, la conversion au judaïsme signifie l'adoption de coutumes qui en font un véritable « choix de vie » et impliquent entre autres la circoncision ; seuls les prosélytes proprement dits s'y conforment,. Les païens qui se limitent à un engagement partiel, les « sympathisants », se contentent d'observer Shabbat, de respecter certaines pratiques telles que les fêtes ou les prescriptions alimentaires, d'aller à la synagogue et de lire la Torah : on les appelle les « sabbatisants » ou « Craignant-Dieu »,.

## Dans le Nouveau Testament

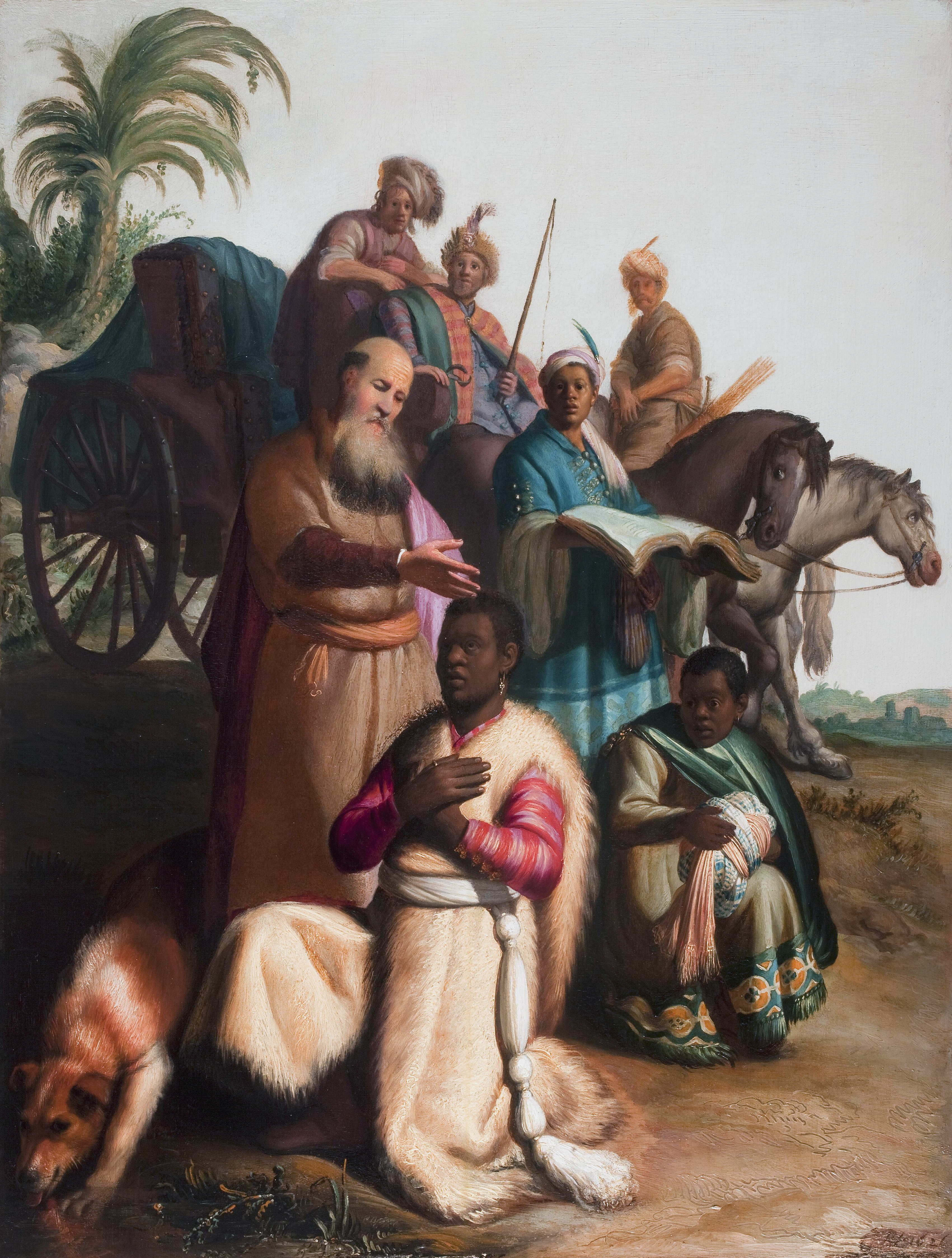
Le Baptême de l'eunuque, par Rembrandt (1626), musée du couvent Sainte-Catherine, Utrecht.

Il semble difficile de déterminer si l'eunuque éthiopien qui lit le Livre d'Isaïe et demande le baptême au diacre Philippe en Ac 8,27-39 est un prosélyte ou un Craignant-Dieu. Dans ce second cas, il s'agirait du tout premier baptême d'un païen. Dans le cas contraire, le premier baptême d'un Craignant-Dieu est celui du centurion Corneille (Ac 10), qui est probablement un sympathisant grec du judaïsme. Cet événement fait figure de « révolution » car, pour la première fois, « un païen est admis à part entière dans la communauté exclusivement juive des premiers chrétiens ».
Lorsque l'apôtre Pierre baptise Corneille à Césarée, il déplace le centre de gravité de l'Église de Jérusalem. Dorénavant, la communauté va s'organiser autour de deux pôles : Jérusalem, sous l'autorité de Jacques le Juste, « frère du Seigneur », et Antioche, où ces nouveaux adeptes de Jésus portent le nom de « chrétiens ».

## Luc l'évangéliste
Pour la recherche contemporaine, l'évangéliste Luc, auteur de l'Évangile selon Luc et des Actes des Apôtres, est selon toute probabilité un Grec cultivé, en sympathie avec la tradition juive, qui s'est rapproché de la Synagogue jusqu'à devenir un Craignant-Dieu, avant de suivre l'enseignement de Jésus,.